# Henri Combot
Henri Combot (* 17. Oktober 1921 in Saint-Pol-de-Léon; † 3. Mai 2013 in Plougastel-Daoulas) war ein französischer Fußballspieler.

## Karriere

### Anfänge während des Krieges (bis 1945)
Combot war in seiner Jugend zunächst als Leichtathlet aktiv, ehe er beim ES Kreisker aus seinem Heimatort Saint-Pol-de-Léon mit dem Fußballspielen begann. 1941 wurde der Stürmer vom Stade Rennes UC verpflichtet; dieser trat während des Zweiten Weltkriegs in der inoffiziell weitergeführten ersten Liga an. Am 14. September 1941 debütierte er bei einem 4:0-Auswärtssieg gegen den  FC Rouen in der höchsten Spielklasse. Fortan wurde der junge Spieler regelmäßig aufgeboten und trat dabei häufig als Torschütze in Erscheinung. Mit neun bzw. acht Treffern in den Spielzeiten 1941/42 und 1942/43 konnte er sich zudem die Sympathien des Publikums sichern. Als 1943 alle professionellen Klubmannschaften ihre Zulassung verloren und die nationale Meisterschaft durch regionale Amateurteams ausgetragen werden sollte, entschied er sich gegen die Zugehörigkeit zu einer entsprechenden Mannschaft und kehrte stattdessen zu seinem vorherigen Verein aus Saint-Pol-de-Léon zurück.

### Profilaufbahn in den ersten Nachkriegsjahren (1945–1951)
1945 wurde die reguläre Austragung der landesweiten Meisterschaft wieder eingeführt, was Combot zur Rückkehr zum Erstligisten aus Rennes veranlasste. Bei diesem konnte er sich erneut etablieren, wenngleich er keinen festen Stammplatz einnahm. Er war weiterhin torgefährlich und erreichte mit elf Treffern in der Spielzeit 1946/47 seinen Bestwert in dieser Hinsicht. Von 1948 an stand ihm sein jüngerer Bruder Jean Combot (1928–2021) als Mannschaftskollege zur Seite, allerdings war für ihn selbst die erfolgreichste Zeit bereits vergangen und er spielte während der Saison 1948/49 kaum noch eine Rolle. Angesichts dessen verließ er Rennes 1949 nach 56 Erstligapartien mit 24 Toren sowie zusätzlichen 35 inoffiziellen Meisterschaftsspielen mit 17 Treffern während des Krieges.
Zwischen 1949 und 1951 setzte er seine Laufbahn beim Zweitligisten US Le Mans fort. Daran anschließend trug er für einige Zeit das Trikot des Amateurklubs Stade Brest. Combot übernahm später keine weitere Funktion im Fußball und starb 2013 im Alter von 91 Jahren.